# Addycja
Addycja, przyłączenie – reakcja chemiczna polegająca na przyłączeniu jednej cząsteczki do drugiej, w wyniku czego powstaje tylko jeden produkt, bez żadnych produktów ubocznych. W chemii organicznej addycja przebiega zwykle z rozerwaniem wiązania wielokrotnego węgiel-węgiel lub węgiel-heteroatom. Istnieją jednak proste reakcje addycji, które zachodzą bez zrywania wiązań wielokrotnych, na przykład rekombinacja rodników.

## Rodzaje addycji
- addycja rodnikowa
- addycja elektrofilowa
- addycja nukleofilowa
  - addycja związków Grignarda
  - addycja bez dalszych przemian
  - addycja przebiegająca przez karboaniony
- cykloaddycja

## Schematy i przebieg

### Addycja elektrofilowa

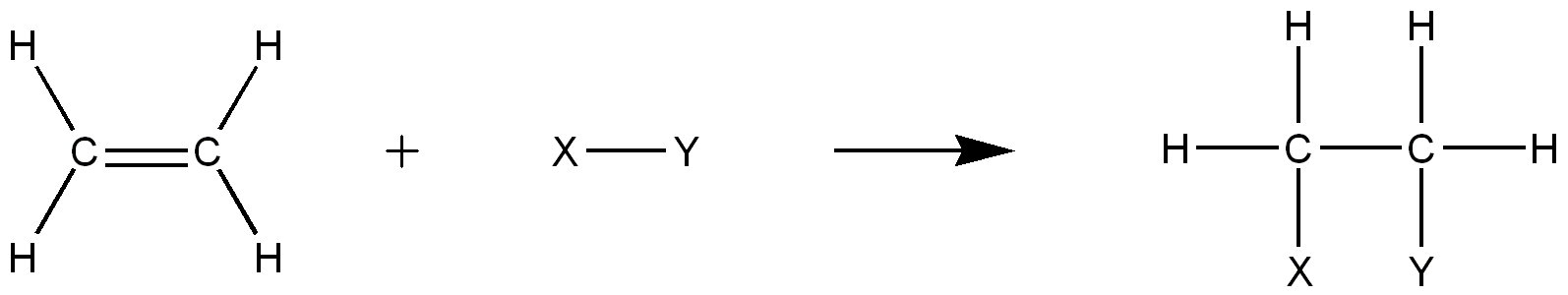
Addycja elektrofilowa związku XY do etenu

Reakcja addycji elektrofilowej do węglowodorów może przebiegać według dwóch mechanizmów:
- pierwszego, jednocząsteczkowego (Ae1), składającego się z trzech etapów:

1. Cząsteczka fluorowca lub fluorowcowodoru rozpada się heterolitycznie, tworząc anion fluorowcowy X−, będący czynnikiem nukleofilowym, oraz kation fluorowcowy X+, będący czynnikiem elektrofilowym.
2. Do cząsteczki węglowodoru przyłącza się czynnik elektrofilowy. Czynnik ten rozrywa wiązanie podwójne tak, że oba elektrony tworzące wiązanie π przechodzą na jeden atom węgla i tworzą nowe wiązanie. Do tego samego węgla przyłącza się czynnik elektrofilowy. W wyniku przeskoku elektronów między atomami węgla powstaje karbokation z ładunkiem dodatnim zlokalizowanym na drugim węglu. Etap ten limituje szybkość reakcji.
3. Do węgla posiadającego ładunek dodatni przyłącza się czynnik nukleofilowy. Powstaje nowa cząsteczka o ładunku obojętnym. Etap ten zachodzi szybko.

- drugiego, dwucząsteczkowego (Ae2), składającego się z dwóch etapów:

1. Cząsteczka węglowodoru tworzy z cząsteczką fluorowca nietrwały kompleks aktywny z pięciowiązalnym atomem węgla. W wyniku jednoczesnego zrywania i tworzenia się wiązań powstaje karbokation z ładunkiem dodatnim zdelokalizowanym w przejściowym układzie cyklicznym, złożonym z dwóch węgli i fluorowca, po czym odrywa się anion fluorowca.
2. Powstałe produkty przejściowe (karbokation i anion fluorowca) reagują z sobą, tworząc addukt.

Jeśli reagenty nie są symetryczne, reakcja addycji może zachodzić zgodnie (częściej) lub niezgodnie (rzadziej) z regułą Markownikowa. Zachodzenie reakcji addycji zgodnie z regułą Markownikowa wskazuje, że ma ona charakter elektrofilowy.

### Addycja nukleofilowa (An)
Addycja nukleofilowa jest typowa dla grupy karbonylowej, gdzie wiązaniem podwójnym powiązany jest atom węgla z atomem tlenu. Dzięki różnicy elektroujemności między tymi atomami wiązanie jest spolaryzowane w kierunku tlenu. Na tlenie powstaje cząstkowy ładunek ujemny, a na węglu cząstkowy ładunek dodatni. Atom węgla jest w takim układzie podatny na atak nukleofilowy. Addycji tego rodzaju ulegają cząsteczki z wolną parą elektronową lub aniony mające właściwości nukleofilowe.
We wszystkich reakcjach tego typu pierwszy etap polega na przyłączeniu się nukleofila do dodatnio naładowanego węgla. Drugi etap to:
- przyłączenie się protonu (H+) do ujemnie naładowanego tlenu – addycja nukleofilowa bez dalszych przemian. Tak powstają cyjanohydryny, związki bisulfitowe, wodziany, aldehydoamoniak.
- eliminacja cząsteczki wody poprzez szereg stanów pośrednich. Reakcje tego typu prowadzą do powstania aldoksymów i ketoksymów, hydrazonów, zasad azometinowych z amin pierwszorzędowych, enamin z amin drugorzędowych, acetali z alkoholi.
- eliminacja pochodnej wodorotlenku magnezu Mg(OH)X w addycji związków Grignarda (magnezoorganicznych).

Addycja nukleofilowa rzadko jest reakcją samodzielną. Stanowi ona zwykle jeden z etapów reakcji, która jako całość nie jest addycją, lecz substytucją lub eliminacją.